# Melker Westin
Nils Johan Melker Westin, född 25 juli 1887 i Ystad, död där 16 november 1961, var en svensk tidningsman.
Westin, som var son till folkskollärare Nils Westin och Maria Nilsson, genomgick sex klasser vid Ystads högre allmänna läroverk. Han blev medarbetare i Ystads Allehanda 1905 samt var huvudredaktör och ansvarig utgivare för nämnda tidning 1924–1955. Han var under flera år ledamot av styrelsen för Svenska Journalistföreningens södra krets. Han var ledamot av kyrkofullmäktige, kyrkoråd, folkskolestyrelse och barnavårdsnämnd i Ystad, styrelsemedlem av Ystadsavdelningen av Folkpartiet, ledamot av styrelsen för Malmöhus läns valkretsförbund av Folkpartiet, sekreterare i Föreningen för social hjälpverksamhet i Ystad och tillhörde första styrelsen för högre folkskolan i Ystad.